# Libellula incesta
The Slaty Skimmer (Libellula incesta) is a dragonfly of the skimmer, bản địa của miền đông Hoa Kỳ and miền nam Ontario, Quebec và New Brunswick. Adults are 52.8 mm (2 in) long. Mature males are dark blue with black heads. Females and juveniles have brown abdomens with a darker stripe down their backs. Adults fly từ tháng 6 đến tháng 8.